# Georg Westling
Georg Gustaf Westling, född 24 augusti 1879 i Helsingfors, död där 14 november 1930, var en finländsk seglare.
Westling föddes som son till en finlandssvensk familj i Finland under den ryska tiden. Han var son till Gustav Alfred Westling och Alma Augusta Waselius, samt sonson till Svante Teofil Westling.
Westling var medlem av Nyländska Jaktklubben (NJK) och tog en bronsmedalj i segling under olympiska sommarspelen 1912 i Stockholm.